# Japanese Whispers
Japanese Whispers — альбом-компиляция британской группы The Cure. Выпущен в конце 1983 года на лейбле Fiction Records. Изначально планировался для издания только на территории Японии, но руководство компании настояло на общемировом выпуске.
Japanese Whispers — сборник поп-синглов «Let’s Go to Bed», «The Walk» и «The Love Cats», выпущенный вперемешку с би-сайдами с этих синглов. Песня «Mr. Pink Eyes» (второй би-сайд с сингла «The Love Cats») не была включена в альбом и была выпущена только в 2004 году в составе сборника Join the Dots. Альбом записан через некоторое время после ухода Саймона Гэллапа и окончания турне в поддержку Pornography (1982). Начиная с этой пластинки Лоуренс Толхерст переквалифицировался из ударника в клавишника и оставался им до ухода из группы в 1989 году.
Первые два сингла были записаны в то время, когда группа состояла всего из двух человек, прибегнув лишь к помощи ударника во время записи «Let’s Go to Bed».
Во время записи «The Love Cats» к процессу был подключены Филип Торналли и Энди Андерсон в качестве басиста и барабанщика соответственно. Именно этот состав участвовал в записи концертного альбома Concert (1984).
Перевоплощение из звезды готического рока в поп-звезду произошло у Смита во время уборки спальни, когда он написал «Let's Go To Bed». Роберт очень не хотел, чтобы сингл выходил под маркой The Cure, но продюсеру удалось настоять на своём. Однако смитовская «попса» всё равно вышла очень специфической, и песня звучала не слишком весело. Через год вышел ещё более легкомысленный сингл «The Walk», который в коммерческом плане стал для группы прорывом, песня заняла 12-е место и впервые вывела группу в британский Топ-20. И ещё более успешной стала «The Love Cats», занявшая 7-е место. Как говорил в то время Смит, никогда до этого он не подходил настолько близко к написанию «идеальной поп-песни».
Спустя время Смит стал относиться к своим хитам с пренебрежением, т. к. достигнув коммерческого успеха лидер The Cure стал им тяготиться и решил, что с откровенной «попсой» надо завязывать. Роберт вспоминал, как во время американского турне 1985 года видел немало подростков, которые всерьёз полагали, что «The Love Cats» — это первый сингл группы, который старые фанаты со времён альбома «Pornography» принципиально не покупали.
Я пытался погубить успех «The Love Cats» раньше, чем он погубит ценность всего, что мы уже сделали, и того, что будем делать в будущем.Роберт Смит
Чуть позже, все заглавные треки с синглов были включены в сборники Standing on a Beach (1986), а затем, прошедшие ремастеринг, и на Greatest Hits (2001). Все би-сайды были также пересведены и включены в сборник Join the Dots.

## Список композиций
Все композиции написаны Робертом Смитом и Лоуренсом Толхерстом, кроме отмеченных.
1. «Let's Go to Bed» — 3:34
2. «The Dream» (Смит) — 3:13
3. «Just One Kiss» — 4:09
4. «The Upstairs Room» — 3:31
5. «The Walk» — 3:30
6. «Speak My Language» — 2:41
7. «Lament» (Смит) — 4:20
8. «The Love Cats» (Смит) — 3:40

## Участники записи
- Роберт Смит — вокал, гитара, клавишные, бас-гитара
- Лоуренс Толхерст — клавишные, перкуссия
- Стив Гулдинг — ударные (1, 3)
- Филип Торналли — бас-гитара (6, 8)
- Энди Андерсон — ударные (6, 8)